# Madison (Florida)
Madison is een plaats (city) in de Amerikaanse staat Florida, en valt bestuurlijk gezien onder Madison County.

## Demografie
Bij de volkstelling in 2000 werd het aantal inwoners vastgesteld op 3061.
In 2006 is het aantal inwoners door het United States Census Bureau geschat op 3205, een stijging van 144 (4.7%).

## Geografie
Volgens het United States Census Bureau beslaat de plaats een oppervlakte van
6,7 km², waarvan 6,6 km² land en 0,1 km² water. Madison ligt op ongeveer 209 m boven zeeniveau.

## Kunst

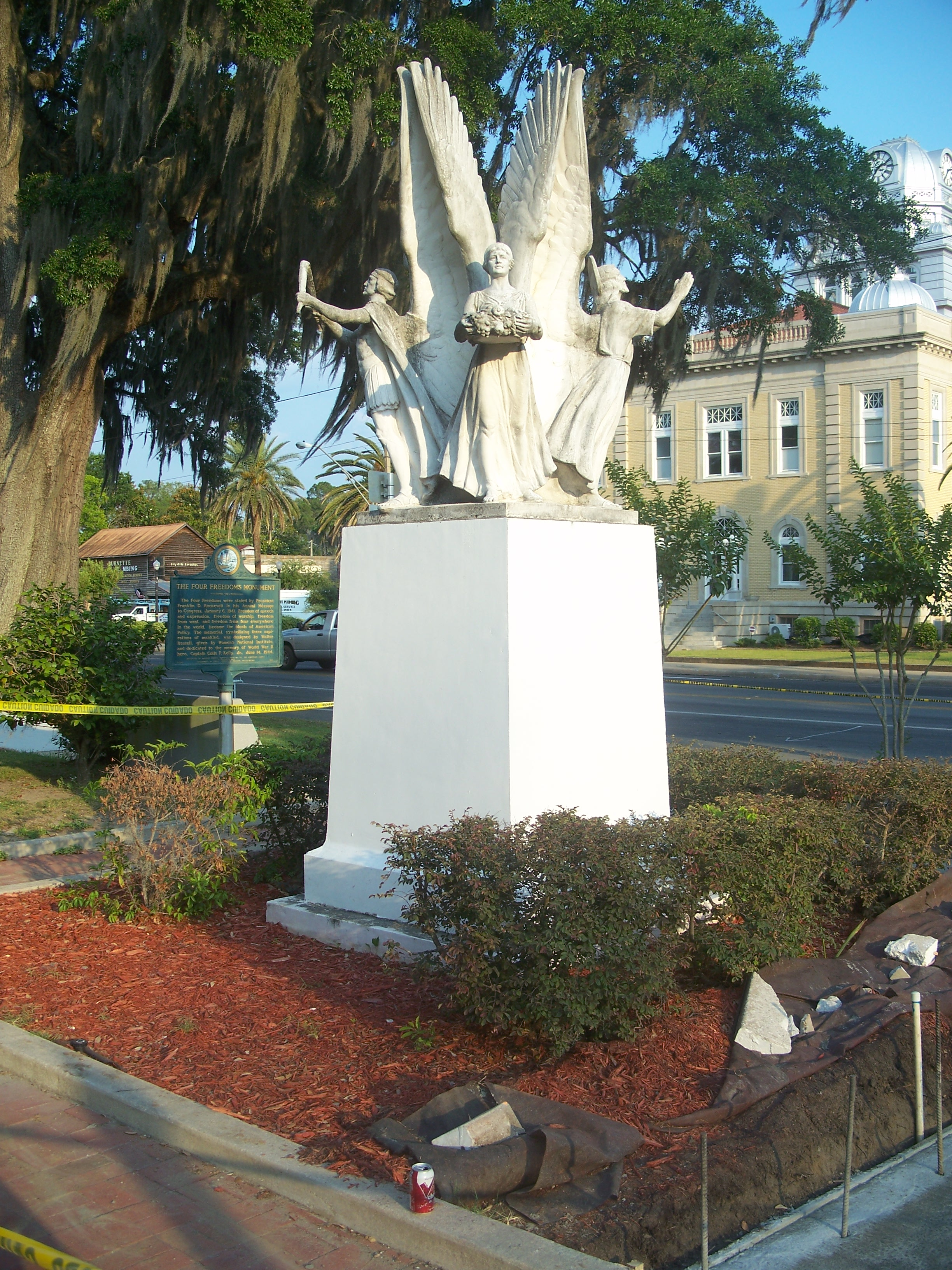
Four Freedoms Monument

## Geboren
- Colin Kelly (1915-1941), militair piloot en held in de Tweede Wereldoorlog

## Plaatsen in de nabije omgeving
De onderstaande figuur toont nabijgelegen plaatsen in een straal van 40 km rond Madison.